# Natalia Yurchenko
Natalia Vladimirovna Yurchenko, em russo:  Наталья Владимировна Юрченко, (Norilsk, 26 de janeiro de 1965) foi uma ginasta que competiu em provas de ginástica artística pela extinta União Soviética.
Apesar de não ter participado de nenhuma edição olímpica, a ginasta conquistou medalhas nos Jogos da Amizade (Jogos Alternativos). Em campeonatos mundiais, a ginasta subiu ao pódio por três vezes na primeira colocação. Em copas do mundo, participou de uma edição e conquistou quatro medalhas.
Em 1991, encerrou a carreira aos 26 anos de idade.

## Carreira
Nascida nos arredores do Círculo Ártico e sob os cuidados de Vladislav Rastorotsky - treinador da campeã olímpica Ludmilla Tourischeva -, Natalia iniciou a carreira aos treze anos, no Torneio da Amizade Júnior, no qual conquistou três medalhas: ouro por equipes e barras assimétricas e prata no salto. No ano seguinte, estreou no Campeonato Russo-Soviético conquistando a primeira colocação do concurso geral. Em 1981, foi a vencedora do individual geral no Campeonato Nacional Soviético.
No ano seguinte, tornou-se bicampeã do Nacional e participou de sua primeira competição sênior  internacional, a Copa do Mundo, na qual fora a primeira colocada nas provas do geral individual, salto e trave, e a segunda nas paralelas assimétricas. Em 1983, foi tricampeã do concurso geral no Nacional Soviético e medalhista de ouro no salto sobre a mesa, nas barras assimétricas e no solo. No Campeonato Europeu de Gotemburgo, na Suécia, foi há três finais, encerrando na nona colocação do geral individual e na quarta nas provas por aparelhos - solo e trave. Em contrapartida, com melhores desempenhos no Mundial de Budapeste, conquistou o ouro por equipes e o ouro no individual geral, a frente das ginastas Olga Mostepanova e Ecaterina Szabó.
No ano posterior, com a resposta da União Soviética ao boicote liderado pelos Estados Unidos aos Jogos de Moscou quatro anos antes, as seleções soviéticas foram impossibilitadas de comparecerem às Olimpíadas de Los Angeles. Como um evento paralelo, Natalia disputou os Jogos Alternativos, no qual alcançou o primeiro lugar por equipes e no salto, e a segunda posição nas barras assimétricas.
Em 1985, conquistou o bronze no concurso geral do Nacional Soviético. Internacionalmente, disputou os Jogos Universitários, nos quais saiu-se como polimedalhista - ouro por equipes, geral individual, barras assimétricas e solo, e prata no salto. No Europeu de Helsinque, disputando a final geral, atingiu a décima colocação. Já no Mundial de Montreal, conquistou a medalha de ouro por equipes e em três finais individuais - all around, salto e trave -, ficou na sexta colocação. No ano seguinte, obteve resultados expressivos apenas na Copa de Tóquio, como medalhista de ouro na trave e de prata nas paralelas assimétricas.
Afastada das competições por cinco anos, disputou o World Professional Championships, no qual não subiu ao pódio. Em 1999 imigrou para os Estados Unidos, buscando exercer a profissão de treinadora da modalidade, no ginásio LVSA, na Pensilvânia. Após, passou a trabalhar no Parkettes National Gymnastics Training Center, na cidade de Allentown, onde vive com o marido Igor Sklyarov - ex-jogador de futebol - e a filha, Olga.
Entre seus maiores êxitos, está o movimento Yurchenko.

## Principais resultados
| Ano  | Evento                                    | AA                | Equipe          | Salto sobre o cavalo. | Trave.           | Barras assimétricas. | Solo.            |
| ---- | ----------------------------------------- | ----------------- | --------------- | --------------------- | ---------------- | -------------------- | ---------------- |
| 1982 | Copa do Mundo                             | Medalha de ouro   |                 | Medalha de ouro       | Medalha de prata | Medalha de ouro      |                  |
| 1982 | Copa Soviética                            | Medalha de ouro   |                 |                       | Medalha de ouro  |                      |                  |
| 1982 | Campeonato Nacional Soviético             | Medalha de ouro   |                 | Medalha de ouro       | Medalha de ouro  |                      | Medalha de ouro  |
| 1983 | Campeonato Mundial de Ginástica Artística | Medalha de ouro   | Medalha de ouro |                       |                  |                      |                  |
| 1983 | Campeonato Nacional Soviético             | Medalha de ouro   |                 | Medalha de ouro       | Medalha de ouro  | Medalha de ouro      | Medalha de prata |
| 1984 | Jogos da Amizade (Jogos Alternativos)     |                   | Medalha de ouro | Medalha de ouro       | Medalha de prata |                      |                  |
| 1985 | Campeonato Mundial de Ginástica Artística |                   | Medalha de ouro |                       |                  |                      |                  |
| 1985 | Campeonato Nacional Soviético             | Medalha de bronze |                 |                       |                  |                      |                  |